# Lillsillret
Lillsillret är en sjö i Ljusdals kommun i Hälsingland och ingår i Ljusnans huvudavrinningsområde. Sjön har en area på 0,168 kvadratkilometer och ligger 426,1 meter över havet. Sjön avvattnas av vattendraget Loån (Hyttån).

## Delavrinningsområde
Lillsillret ingår i det delavrinningsområde (686148-146245) som SMHI kallar för Utloppet av Lillsillret. Medelhöjden är 459 meter över havet och ytan är 7,2 kvadratkilometer. Det finns inga avrinningsområden uppströms utan avrinningsområdet är högsta punkten. Loån (Hyttån) som avvattnar avrinningsområdet har biflödesordning 3, vilket innebär att vattnet flödar genom totalt 3 vattendrag innan det når havet efter 195 kilometer. Avrinningsområdet består mestadels av skog (59 procent) och sankmarker (27 procent). Avrinningsområdet har 0,58 kvadratkilometer vattenytor vilket ger det en sjöprocent på 8,1 procent.